# Miss Supranational 2009
Miss Supranational 2009 foi a 1ª edição do concurso de beleza feminina de Miss Supranational. O concurso foi realizado no Amfiteatr w Płocku, na Polônia com a participação de trinta e seis (36) candidatas de três continentes diferentes. A gala final foi agitada e embalada por diversos cantores, como a cantora inglesa Sophie Ellis-Bextor, o grupo americano No Mercy e os cantores polacos Lidia Kopania, Halina Mlynkova, Sabina Golanowska e Marek Kaliszuk. Sob apresentação de Krzysztof Ibisz e Patricia Kazadi, com transmissão pela TV4 da Polônia, a vencedora na ocasião foi a ucraniana Oksana Moria.

## Resultados

### Colocações
| Posição                 | País e Candidata |
| Vencedora               | - Ucrânia - Oksana Moria |

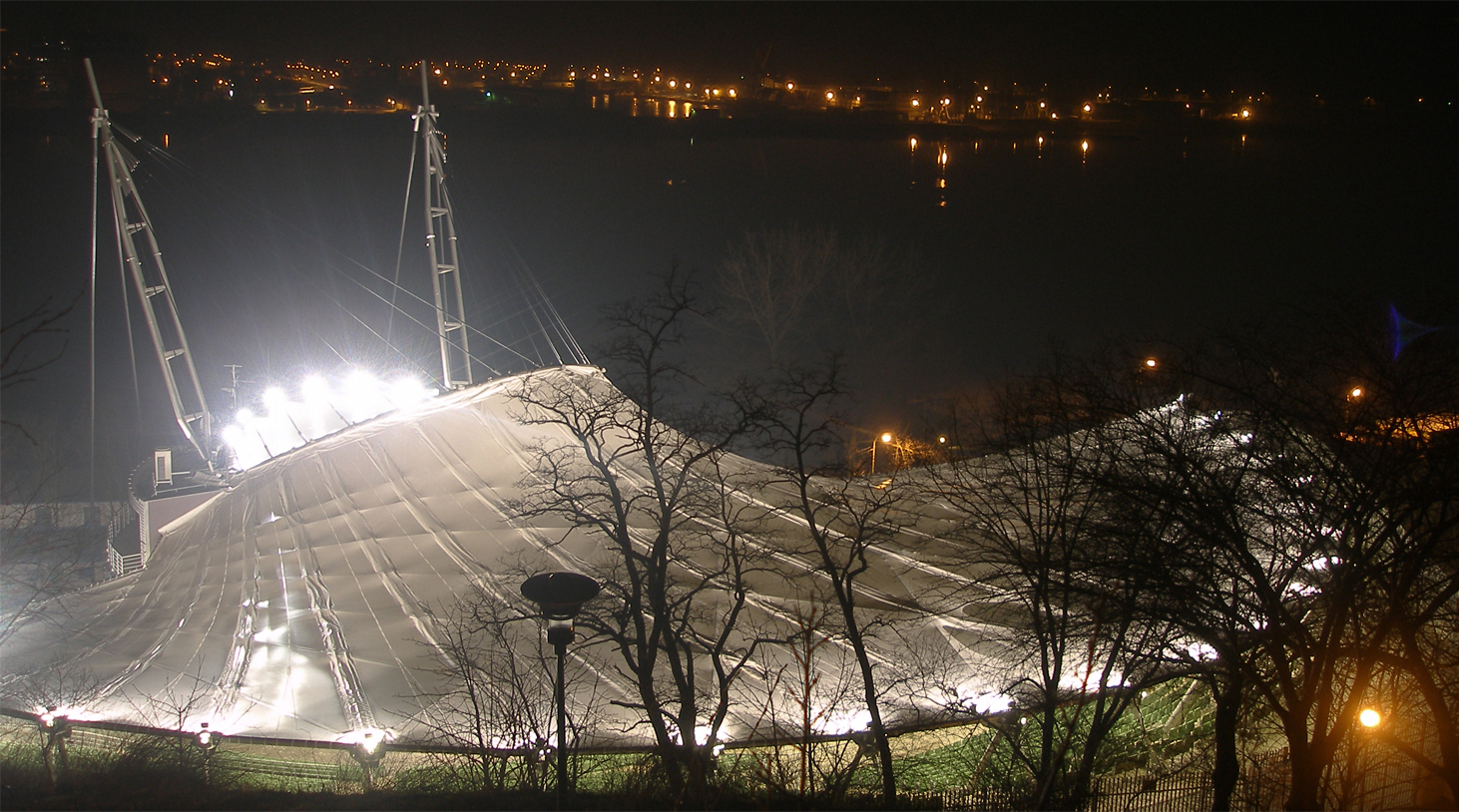
O Amfiteatr w Płocku, principal palco de festividades locais da cidade anfitriã deste ano.

| 2º. Lugar               | - Bielorrússia - Marina Lepesha |
| 3º. Lugar               | - Polônia - Klaudia Ungerman |
| 4º. Lugar               | - Honduras - Ruth Alvarado |
| 5º. Lugar               | - Inglaterra - Amanda Lillian Ball |
| (TOP 15) Semifinalistas | - Bahamas - Kendra Wilkinson - Brasil - Karine Osório Pires - Croácia - Andreja Cavlović - Eslováquia - Linda Mosatova - Grécia - Dimitra Alexandraki - Cazaquistão - Alina Sheptunova - Moldávia - Ana Velesco - Peru - Nancy Acuña - Taiwan - Liu Xia Oou - Vietnã - Nguyễn Quyên |

### Prêmios especiais
O concurso distribuiu os seguintes prêmios este ano:
| Prêmio              | País e Candidata                  |

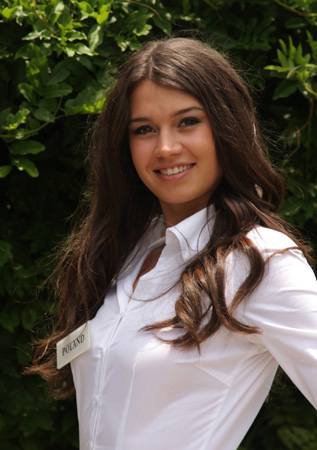
A candidata anfitriã do concurso, a polonesa e terceira colocada, Klaudia Ungerman.

| Miss Simpatia       | - Bahamas - Kendra Wilkinson      |
| Miss Fotogenia      | - Ucrânia - Oksana Moria          |
| Miss Elegância      | - Dinamarca - Josephine Helbrandt |
| Miss Personalidade  | - Bahamas - Kendra Wilkinson      |
| Melhor Traje Típico | - Vietnã - Nguyễn Quyên           |
| Miss Melhor Corpo   | - Inglaterra - Amanda Ball        |
| Miss Internet 1     | - Vietnã - Nguyễn Quyên           |
| Miss Talento        | - Albânia - Borana Kalemi         |
| Top Model           | - Rússia - Nataliya Korolyova     |

1. A vencedora do "Miss Internet" se classifica para o Top 15.

### Rainhas Continentes
As melhores candidatas classificadas por continente:
| Título              | País e Candidata               |
| Rainha das Américas | - Brasil - Karine Osório Pires |
| Rainha da Ásia      | - Taiwan - Liu Xia Oou         |
| Rainha da Europa    | - Eslováquia - Linda Mosatova  |

## Jurados

### Final
Ajudaram a selecionar a campeã:
1. Piotr Walczak, presidente da Lactalis Polska;
2. Beata Drzazga, empresário da Dono da Scheggia;
3. Edwin Domínguez, representante do site Global Beauties;
4. Carsten Mohr, representante da World Beauty Association;
5. Gerhard von Lipinski, presidente e diretor executivo do concurso.
6. Kamila Rutkowska, representante do Hotel & Spa St. George;
7. Paweł Zeitz, diretor artístico do Festiwalu Piękna w Płocku;
8. Edward Hajdrych, diretor comercial da Gosh Proffesional;
9. Paweł Narkiewicz, presidente da Victoria Holding;
10. Marek Nowotny, CEO da empresa Image;

## Candidatas
Disputaram o título este ano:
| - Albânia - Borana Kalemi - Alemanha - Shqipe Kadriu - Azerbaijão - Diana Chernova - Bahamas - Kendra Wilkinson - Bielorrússia - Marina Lepesha - Brasil - Karine Osório Pires - Bulgária - Mirena Georgieva - Cazaquistão - Alina Sheptunova - China - Shi Jun - Chipre - Nerantzoula Emmanouilidou - Croácia - Andreja Cavlović - Dinamarca - Josephine Helbrandt | - Escócia - Anastasia Mikhaildes - Eslováquia - Linda Mosatova - Eslovênia - Vanesa Štefanovski - França - Jennifer Tawk - Grécia - Dimitra Alexandraki - Guatemala - Evelyn Marroquín - Honduras - Ruth Alvarado - Inglaterra - Amanda Lillian Ball - Irlanda do Norte - Sarah Marteau - Kosovo - Jehona Krasniqi - Letônia - Anastasija Begeba - Lituânia - Ernesta Mažulytė | - Moldávia - Ana Velesco - Panamá - Silvia Acosta - Peru - Nancy Acuña - Polônia - Klaudia Ungerman - República Checa - Aneta Zelená - República Dominicana - Kirsis Jean - Romênia - Anca Vasiu - Rússia - Nataliya Korolyova - Taiwan - Liu Xia Oou - Ucrânia - Oksana Moria - Venezuela - Sílvia Meneses - Vietnã - Nguyễn Thục Quyên |

## Histórico

### Desistências
- Equador - Mirely Barzola

- Irlanda - Alexandra Hamit

- País de Gales - Zara Mansfield

### Estatísticas

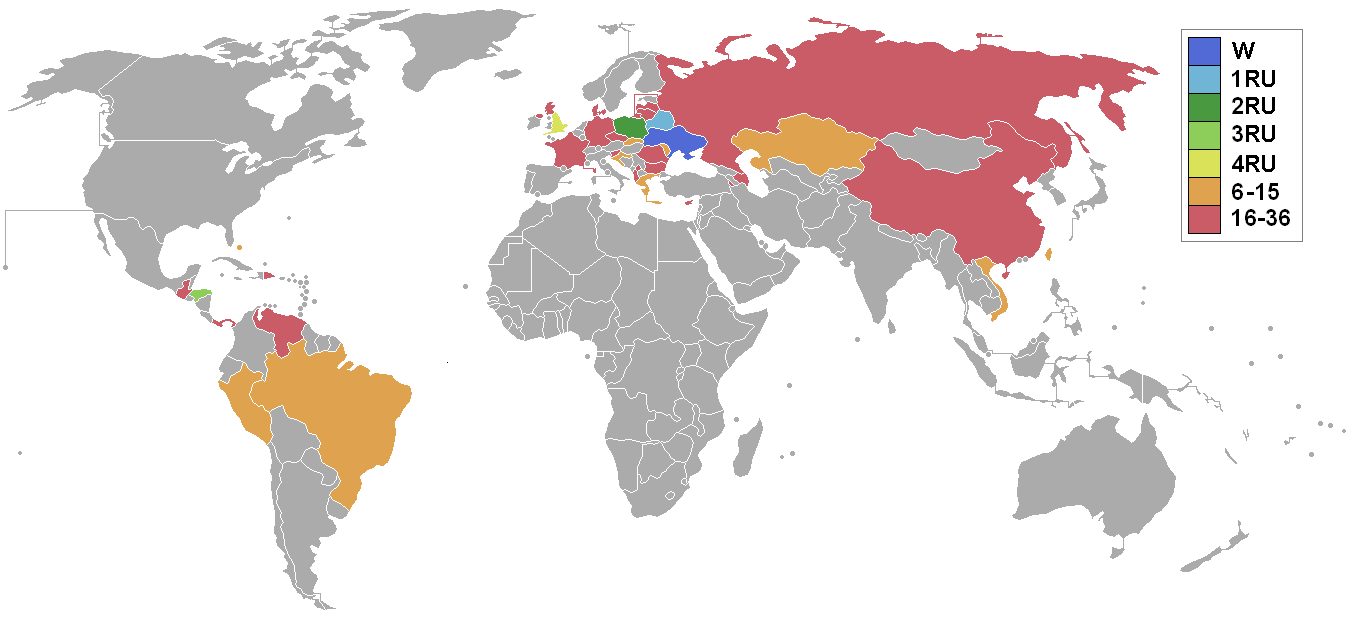
Países participantes e suas respectivas colocações.

Candidatas por continente:
- Europa: 23. (Cerca de 64% do total de candidatas)

- Américas: 8. (Cerca de 22% do total de candidatas)

- Ásia: 5. (Cerca de 14% do total de candidatas)

- África: 0.

- Oceania: 0.

### Candidatas em outros concursos
Candidatas deste ano com histórico em outras competições:
Miss Mundo
- 2008:  Polônia - Klaudia Ungerman
  - (Representando a Polônia em Joanesburgo, na África do Sul)

Miss Internacional
- 2010:  Vietnã - Nguyễn Thục Quyên
  - (Representando o Vietnã em Chengdu, na China)

Miss Tourism Queen of the Year International
- 2010:  Guatemala - Evelyn Marroquín (Top 15)
  - (Representando a Guatemala em Qinzhou, na China)